# Prawo malejącej użyteczności krańcowej

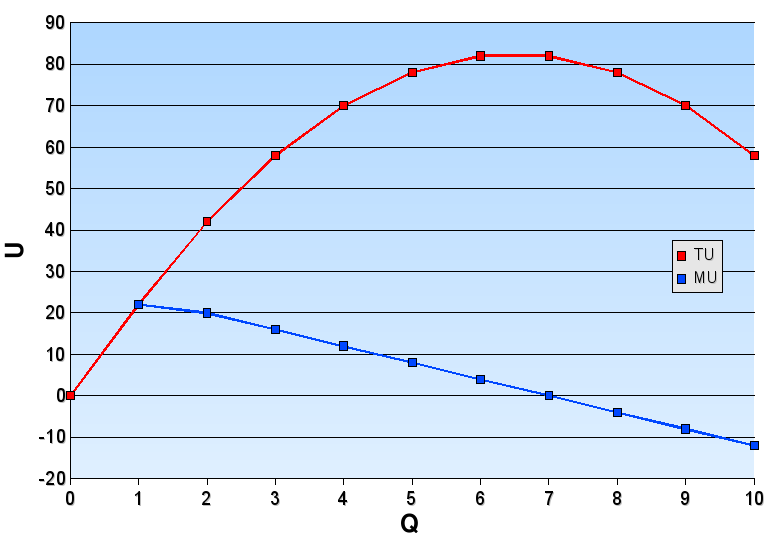
Przykładowy wykres użyteczności kolejnych jednostek dobra. Powyżej 7 jednostek użyteczność z każdej kolejnej jest ujemna.

Prawo malejącej użyteczności krańcowej – prawo ekonomiczne, w myśl którego korzyść krańcowa każdej kolejnej konsumowanej jednostki dobra jest mniejsza od korzyści krańcowej poprzedniej jednostki dobra. Tym samym konsument zwiększając konsumpcję o kolejne jednostki, powoduje zwiększenie odnoszonych korzyści, ale przyrost tych korzyści z każdą jednostką dobra jest coraz mniejszy.
Prawo to znane jest również jako I prawo Gossena.

## Przykład
Wyczerpany i bardzo spragniony konsument natrafia na jedyny w promieniu kilku godzin marszu sklep, gdzie może nabyć kubek zimnej, orzeźwiającej wody. Jest tak bardzo spragniony, że nawet gdy sklepikarz informuje go, że kubek wody kosztuje 20 zł, ten bez wahania decyduje się zapłacić tę cenę.
Zaspokoił już w części swoje pragnienie, ale chętnie wypiłby kolejny kubek wody. Ponieważ jego potrzeba nie jest już tak silna jak wcześniej, tym razem konsument zastanawia się dłużej, czy warto wydać kolejne 20 zł. Dochodzi do wniosku, że chętnie wypije drugi kubek, ale tylko, jeśli ten będzie kosztował nie więcej niż 5 zł. Wprawdzie wciąż jest spragniony, ale stwierdził, że kolejne 20 zł to za dużo i wolałby już iść kilka godzin do innego sklepu o jednym kubku wody niż płacić tak dużo za drugi. Sklepikarz zgadza się sprzedać drugi kubek wody za 5 zł. Konsument, wypiwszy drugi kubek, w znacznej mierze zaspokoił już swoją potrzebę, chociaż rozważa wypicie jeszcze trzeciego. Tym razem jednak nie odczuwa już tak silnej potrzeby jak przed wypiciem pierwszego, a nawet drugiego kubka, zatem kolejny kubek kupi tylko, jeżeli będzie kosztował nie więcej niż 1 zł.
Ponieważ sklepikarz twardo żądał 2 zł, konsument odchodzi, pomimo że jego potrzeba nie została do końca zaspokojona. Wartość, jaką przypisywał trzeciemu kubkowi wody była niższa niż cena, jaką musiałby zapłacić sklepikarzowi, dlatego nie zdecydował się wydać swoich pieniędzy.
Maksymalne kwoty, jakie w tym przykładzie konsument byłby skłonny zapłacić za kolejne kubki wody odpowiadają użyteczności krańcowej wody dla konsumenta, wyrażonej w pieniądzu. Jest to wymierna korzyść, jaką odnosi konsument w związku z konsumpcją kolejnych jednostek dobra. W miarę zaspokajania potrzeby, jego skłonność do płacenia za kolejne jednostki dobra spada. Oznacza to, że wraz ze wzrostem konsumpcji, przypisuje on kolejnym jednostkom dobra coraz niższą wartość.
W rzeczywistości rynkowej, konsument nie musiałby płacić różnych cen za kolejne kubki wody. Cena byłaby stała i taka sama, dla każdego klienta sklepu – np. 2 zł za kubek – niezależnie od tego, jaką ilość by kupował. Powyższy przykład prezentuje jednak w jaki sposób konsument ocenia subiektywną wartość kolejnych jednostek dobra, a nie ile musiałby w rzeczywistości zapłacić.
Konsument będzie tak długo kupował kolejne jednostki dobra, aż subiektywnie przypisywana wartość następnej jednostki osiągnie wartość ceny, jaką musi zapłacić. Jeżeli konsument przypisuje pierwszemu kubkowi wartość 20 zł, a musi zapłacić tylko 2 zł, to jest to dla niego źródłem nadwyżki konsumenta w wysokości 18 zł. Drugi kubek również spowodowałby zwiększenie nadwyżki konsumenta, tym razem o 3 zł. Trzeciemu kubkowi konsument przypisuje wartość 1 zł, ale zapłacić musiałby za niego 2 zł. Spowodowałoby to zmniejszenie nadwyżki o 1 zł, a więc i subiektywnej satysfakcji konsumenta z konsumpcji. Ponieważ konsument chce maksymalizować swoją satysfakcję, nie zdecyduje się na zakup trzeciego kubka.

## Ujemna użyteczność
Wskutek zmniejszania krańcowej użyteczności, możliwe jest też osiągnięcie ujemnego poziomu użyteczności. 
Nawiązując do przytoczonego powyżej przykładu, konsument który wypił już dwa kubki i nie odszedłby, ale uzgodniwszy ze sklepikarzem cenę trzeciego kubka, również by go wypił, zapewne nie będzie miał zbyt wielkiej ochoty na czwarty kubek. Jednak jeżeli sklepikarz by go zaproponował, wówczas konsument przyjąłby go co najwyżej za darmo. Po skonsumowaniu czwartego kubka, konsument z wielką ilością wody w żołądku nie miałby ochoty pić już więcej wody. Zatem w przypadku gdyby sklepikarz zaproponował mu kolejny kubek – ten zażądałby od sklepikarza pieniędzy za wypicie jeszcze większej ilości wody. W ten sposób konsument osiągnąłby ujemną użyteczność z wypicia kolejnego kubka wody i chciałby sprawianą mu przykrość, rekompensować otrzymaniem "zadośćuczynienia" od sklepikarza.